# Zububa
Zububa (en arabe : زبوبا) est un village palestinien situé à 10 km au nord-ouest de la ville de Jénine, dans le nord de la Cisjordanie. Selon le Bureau central palestinien des Statistiques, la localité avait en 2017 une population estimée à 2 322 habitants.